# Claude Gazier
Claude Gazier, né le 18 juillet 1952, à Lyon en France, est un artiste peintre français.

## Biographie[1]
Claude Gazier passe sa petite enfance à Paris en France puis en 1956 à Rio de Janeiro au Brésil avec ses deux parents. Après son retour à Paris en 1958 il habite près du Musée du Louvre puis fréquente l'atelier du Musée des arts décoratifs de Paris et pratique la peinture au lycée. En 1971 il intègre l'École nationale supérieure des beaux-arts en section Architecture. Durant ses études il suit un stage d'architecture dans les Cévennes, pratique les techniques de la maçonnerie et voyage à Rome où il étudie les anamorphoses architecturales du Baroque italien et découvre les fresques de Tiepolo[Lequel ?]. En 1979 il obtient son diplôme d'architecte DPLG (UP6, Paris La Villette) avec un mémoire sur le « trompe-l'œil architectural ».
Les années suivantes il travaille dans plusieurs cabinets d'architectes, participe à des chantiers. Il réalise également le décor du « Privilège » au théâtre « le Palace » de et avec Gérard Garouste et « l'Atelier Passe-muraille » (Paris). En 1982 il s'installe à Lyon puis réalise de nombreux décors (théâtre, cinéma, expositions …) et des peintures en trompe-l'œil. C'est en 1985 qu'il découvre la peinture d'Edward Hopper et commence à peindre sur le thème du cinéma. Il rencontrera également Alexandre Trauner. Dès 1997 il enseigne dans le champ « Art et techniques de représentation » de l'École nationale supérieure d'architecture de Lyon.

## Son œuvre
Claude Gazier peint des scènes de l'âge d'or du cinéma.
Le documentaire  «Stars et Toiles» de Christophe Tourrette présente sa peinture à travers les regards croisés de Jean-Luc Chalumeau, Jean-Jacques Bernard et Bertrand Tavernier).

## Principales expositions personnelles
- 2011 : Galerie des Sablons (Saint Malo)[3].
  - Galerie Colette CLAVREUL (Paris)[4]
- 2010 : "Rétrospective Claude Gazier" - Villa Tamaris centre d'art (La Seyne-sur-Mer)[5].
- 2009 : "Claude Gazier" galerie anne-marie et roland pallade (Lyon)[6].
- 2008 : "Le cinéma de Claude Gazier" - Palais de Bondy (Lyon)[7].
- 2006 : "Flash-Back" Galerie Pallade - Hôtel et Golf du Gouverneur (Monthieux).
  - Galerie Alternance Guy Lignier (Hardelot).
- 1996 : Bibliothèque des littératures policières - Paris[8]
- 1994 : Galerie Lavignes Bastille - Paris[9]

## Collections publiques
- Musée Villa Tamaris, La Seyne-sur-Mer
- Ville de Lyon
- Espace muséographique Gisèle et Jean-Pierre Ruckehush, Roost-Warendin - Douai

## Cinéma
- Théâtre national de Chaillot 2006 : Prix des meilleurs décors, 9e nuit des Lutins du court métrage